# Neil Aspinall
Neil Stanley Aspinall (Prestatyn, 13 oktober 1941 – New York, 24 maart 2008) was tussen 1961 en 1967 de roadmanager en assistent van de Britse popgroep The Beatles. Daarna was hij directeur van Apple Corps., de moedermaatschappij van onder andere Apple Records. Hij stopte in 2007, een jaar voor zijn dood.

## Levensloop

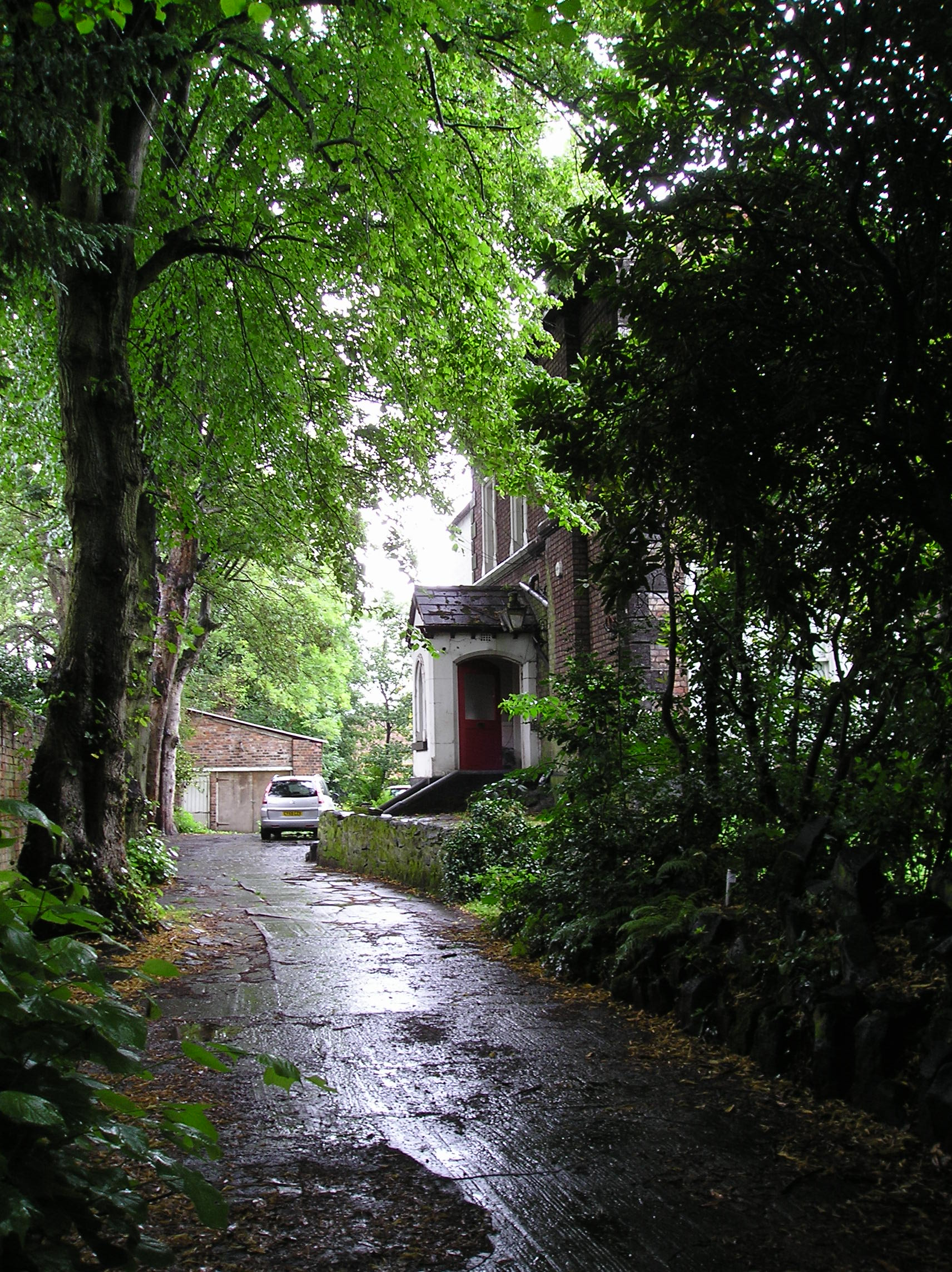
Het pand waarin de Casbah Coffee Club was gevestigd

### Roadmanager
Neil Aspinall kwam uit een Liverpoolse familie, maar hij werd geboren in Prestatyn in Wales. Zijn moeder was daarheen geëvacueerd wegens de Duitse luchtaanvallen op Liverpool tijdens de Tweede Wereldoorlog. Kort na zijn geboorte was het weer redelijk veilig in Liverpool en verhuisde zijn moeder met de baby daarheen.
Na de lagere school ging hij naar de Liverpool Institute High School for Boys, een grammar school. Hij raakte daar bevriend met Paul McCartney, die in dezelfde klas zat, en George Harrison, die een klas lager zat. Toen hij in 1959 de school had verlaten, volgde hij een opleiding tot boekhouder. Hij werkte twee jaar als assistent-boekhouder.
Aspinall huurde in 1959 een kamer in het huis van Mona Best. Zij had haar kelder laten ombouwen tot club, de Casbah Coffee Club. The Quarrymen en hun opvolgers The Beatles traden daar regelmatig op. In augustus 1960 trad Pete Best, de oudste zoon van Mona, als drummer toe tot die groep. Hij raakte goed bevriend met Aspinall.
In februari 1961 vroegen The Beatles Aspinall of hij voor hen wilde optreden als roadmanager annex chauffeur. Hij stemde toe en kocht een tweedehands busje van het merk Commer. Eerst deed hij dit werk parttime, maar in juli 1961, toen The Beatles terugkeerden van hun tweede verblijf in Hamburg, zegde hij zijn baan op en werd hij de vaste roadmanager van de groep.
Aspinall had inmiddels een relatie gekregen met Mona Best. In juli 1962 kreeg ze een kind van hem,  Vincent Best, doorgaans Roag Best genoemd. Drie weken later, op 16 augustus 1962, werd Pete ontslagen als lid van The Beatles. Aspinall was de eerste die het hoorde. Hij was woedend en wilde direct zijn baan opzeggen, maar Pete overtuigde hem te blijven. Aspinall beëindigde daarop wel zijn relatie met Mona en verhuisde. Hij vroeg John Lennon en Paul McCartney later om een verklaring en kreeg te horen: ‘Jij staat hier buiten. Jij bent alleen maar de chauffeur.’
De volgende jaren reed hij  The Beatles naar hun optredens in de Commer. Daarnaast trad hij op als manusje-van-alles. Hij zette hun instrumenten klaar voor hun optredens. Hij zorgde dat ze te eten kregen en controleerde of het wel was wat ze besteld hadden. Hij zette hun handtekeningen op de foto’s voor de fans. Hij viel in voor een zieke George Harrison bij de repetities voor het interview met The Beatles in de Ed Sullivan Show. Hij zocht de foto’s bij elkaar van de mensen die op de hoes van Sgt. Pepper's Lonely Hearts Club Band moesten komen te staan. In 1963 kreeg hij assistentie van Mal Evans, die een deel van zijn taken overnam.
Hoewel hij geen muzikale opleiding had, leverde hij wel bijdragen aan sommige Beatlesnummers. Hij speelde tanpura op Within You Without You, mondharmonica op Being for the Benefit of Mr. Kite! en slaginstrumenten op Magical Mystery Tour. Hij zong mee in de finale van Yellow Submarine.

### Directeur van Apple Corps
In 1968 vroegen The Beatles Aspinall om directeur te worden van Apple Corps., de holding van de platenmaatschappijen Apple Records, Zapple Records en de andere dochtermaatschappijen: Apple Electronics, Apple Films, Apple Publishing, Apple Retail en Apple Studio. In die functie kreeg hij al direct een competentieconflict met Allen Klein, de toenmalige manager van The Beatles. Hij trok aan het langste eind en assisteerde in de jaren zeventig Paul McCartney bij een lange reeks rechtszaken tegen Klein.
Aspinall voerde ook drie rechtszaken tegen Apple Computer, Inc. (nu Apple Inc.) over het gebruik van de naam Apple. Twee zaken won hij; de derde (over de iTunes Store, die naar zijn idee inbreuk maakte op een afspraak dat Apple Computer geen muziek zou gaan distribueren) verloor hij. Ook tegen EMI Music, de eigenaar van Parlophone, het vroegere platenlabel van The Beatles, procedeerde hij.
Aspinall was kort na zijn aantreden als directeur getrouwd met Suzy Ornstein. Het paar kreeg vier kinderen.
In de jaren negentig coördineerde hij het project The Beatles Anthology, bestaande uit een documentaire, een tv-serie, een boek en drie dubbel-cd’s (Anthology 1, Anthology 2 en Anthology 3) over de geschiedenis van The Beatles.
In april 2007 nam Aspinall afscheid van Apple Corps. Hij werd opgevolgd door Jeff Jones. Aspinall overleed nog geen jaar later aan longkanker.